# Suez (película)
Suez es una película de 1938 que cuenta la historia de la construcción del Canal de Suez a cargo de Ferdinand de Lesseps, interpretado por Tyrone Power.
La película fue nominada a tres apartados de los Oscar : mejor fotografía, mejor banda sonora original y mejor sonido.

## Reparto
- Tyrone Power como Ferdinand de Lesseps.
- Loretta Young como emperatriz Eugenia de Montijo.
- Annabella como Toni Pellerin. Ella y Power se casaron en 1939.
- J. Edward Bromberg como Príncipe Said.
- Joseph Schildkraut como Vizconde René de Latour.
- Henry Stephenson como Conde Mathieu de Lesseps.
- Sidney Blackmer como Marqués Du Brey.
- Maurice Moscovitch como Mohammed Ali.
- Sig Ruman como Sargento Pellerin.
- Nigel Bruce como Sir Malcolm Cameron.
- Miles Mander como Benjamin Disraeli.
- Victor Varconi como Victor Hugo